# Wolfgang (film)
Wolfgang er en kortfilm instrueret af Anders Thomas Jensen efter eget manuskript.

## Handling
Den midaldrende dirigent med udpræget moderbinding ser træt ud. Med god grund. Ikke alene sidder mor og troner på første række i koncertsalen, der i øvrigt ikke har andre tilhørere at byde på, men en af musikerne nægter også at spille netop denne aften. Koncerten skal begynde, og dirigenten bruger alle sine overtalelsesevner. Tilsyneladende forgæves. Trætte mænd må nemlig selv gribe lykken i livets efterår. Men mor får alligevel det sidste ord.